# JOYY
JOYY Inc.は、シンガポールを拠点に子会社を通じてグローバルでライブストリーミングビジネスを行っているケイマン諸島の企業。中国語表記は、欢聚集团。

## 歴史
- 2005年4月、中国に广州华多网络科技有限公司 ("Guangzhou Huaduo Network Technology Co., Ltd."or“Guangzhou Huaduo”)を設立してゲーム情報サイト「多玩游戏网（Duowan.com）」を開始。
- 2006年7月、英国領バージン諸島（BVI）にDokhi Investments Limitedを設立して、2006年9月にDuowan Limitedに社名変更。
- 2008年7月、PCベースの音声通信ソフト「YY语音」をリリース[2]。
- 2006年8月、Dokhi Investments Limitedが完全所有するDouble Top Limitedを香港に設立して、2006年9月にをDuowan (Hong Kong) Limitedに社名変更。
- 2007年4月、Duowan (Hong Kong) Limitedが完全所有するGuangzhou Duowan Information Technology Co., Ltd.【現Zhuhai Duowan】を設立。
- 2007年4月、バージン諸島にDuowan Entertainment Corporation (“Duowan BVI”)を設立
- 2008年3月、Duowan BVIが完全所有するDuowan Entertainment Information Technology (Beijing) Co., Ltd.【現Huanju Shidai Technology (Beijing) Co., Ltd. (“Beijing Huanju Shidai” )】を設立。
- 2008年8月、Beijing Huanju ShidaiがDuowan (Hong Kong) Limitedと、Guangzhou Duowan Information Technology Co., Ltd.の株式取得契約を締結。
- 2008年8月、Duowan BVIがMorningside Technology Investments Limitedと、NeoTasks Inc.の株式取得契約を締結。
- 2009年3月、Beijing Huanju Shidaiが、New Age International Media Technology (Beijing) Co., Ltdと合併契約を締結。合併後 NeoTasks Limited (旧：Enlight Online Entertainment Limited)がBeijing Huanju Shidaiの3.5%を取得。
- 2009年8月、Guangzhou Duowan Information Technology Co., Ltd.がZhuhai Duowan Information Technology Co., Ltd.に社名変更。
- 2009年12月、Beijing Huanju ShidaiがBeijing Tuda Science and Technology Co., Ltd.およびその株主とVIE契約を締結
- 2008年3月、Duowan BVIが完全所有するZhuhai Duowan Technology Co., Ltd【現Guangzhou Huanju Shidai】を設立。
- 2010年、YY.comを開設
- 2010年9月、モバイルアプリケーション「手机YY」を開始
- 2011年6月、YY教育チャンネルを開設
- 2011年7月、ケイマン諸島に持株会社としてYY Inc.を設立。
- 2011年9月6日、株式交換によりYY Inc.がDuowan BVIを完全子会社化。
- 2012年10月にWebベースの「YY」を開始[3]。
- 2012年11月21日、NASDAQ市場に株式を上場[4]。
- 2014年11月、YY Inc.がゲームライブストリーミングビジネスユニット「虎牙直播」（Huya）を開始。
- 2014年12月、广州华多网络科技有限公司がShanghai Global Career Education Science & Technology Holding Companyからオンライン教育ウェブサイトedu24ol.comを運営するeijing Huanqiu Xingxue Technology Development Co., Ltd 及びBeijing Huanqiu Chuangzhi Software Co., Ltdを取得。
- 2015年、Guangzhou Huaduoがプロのゲームチームとコメンテーターに電子商取引プラットフォームを提供するShanghai Beifu Culture Communication Co., Ltd.を取得。
- 2015年、Duowan BVIがEngage Capital Partners I, L.P. を設立。
- 2015年6月、 广州华多网络科技有限公司がShanghai Yilian Equity Investment Partnership (LP)を設立。
- 2015年5月、广州华多网络科技有限公司が完全所有するZhuhai Huanju Interactive Entertainment Technology Co., Ltd.を設立。
- 2015年7月、广州华多网络科技有限公司が完全所有するGuangzhou Huanju Electronic Commerce Co., Ltd.を設立。
- 2015年8月、Duowan BVIが、モバイルデバイス用のインスタントボイスチャットアプリケーションを運営するBiLin Information Technology Co., Ltd.（”BiLin Cayman”）を取得。
- 2016年1月、广州华多网络科技有限公司がGuangzhou Huanju Microfinance Co., Ltd. (“Guangzhou Microfinance”)を設立。
- 2016年4月、广州华多网络科技有限公司がGuangzhou Sanrenxing 100-EducationTechnology Co., Ltd.（”Sanrenxing”）を設立し、VIE契約を締結
- 2016年8月、广州华多网络科技有限公司が、广州虎牙信息科技有限公司("Guangzhou Huya Information Technology Co., Ltd. " or “Guangzhou Huya”)を設立。
- 2016年12月31日、广州虎牙信息科技有限公司へゲームライブストリーミングビジネスユニットの商標、ドメイン名、事業契約、有形資産を含むすべての資産の譲渡を完了。
- 2017年1月、香港にHuya Limitedを設立。
- 2017年3月、ケイマン諸島にHUYA Inc.を持株会社として設立。
- 2017年6月、Huya Limitedが完全所有するGuangzhou Huya Technology Co., Ltd.を設立。
- 2017年6月、广州华多网络科技有限公司がGuangzhou Yilianyixing Investment Partnership (LP) を設立。
- 2018年5月11日、HUYA Inc.がニューヨーク証券取引所に上場[5]。
- 2018年5月、TIEN Direction Inc.とHago Singapore Pte. Ltd.を設立。
- 2018年5月、Bigo Inc.への戦略的投資を開始。2019年3月、Bigo Inc.の買収を完了[6]。
- 2018年3月、Shanghai Chuangsi Enterprise Development Co., Ltd.戦略的パートナーシップ契約を締結し、YYセグメントのオンラインゲーム事業をShanghai Chuangsiに譲渡。
- 2019年12月20日、YY Inc.からJOYY Inc.に社名変更[7]。同時に中国語表記を“欢聚时代”から欢聚集团に変更。
- 2020年4月3日、HUYA Inc.の株式の一部をTencentに譲渡し、HUYA Inc.を非連結化。
- 2021年11月、百度とYY Live（モバイルアプリ「YY mobile app」、Webサイト「YY.com」、PCソフトウェア「PC YY」）を売却契約を締結[8]
- 2022年9月、Shopline Corporation Limitedの買収を完了し連結化
- 2023年1月、百度がYY Live（モバイルアプリ「YY mobile app」、Webサイト「YY.com」、PCソフトウェア「PC YY」）の買収中止を発表[9]
- 2025年2月、百度がYY Live（モバイルアプリ「YY mobile app」、Webサイト「YY.com」、PCソフトウェア「PC YY」）の買収を完了[10]

## Bigo
Bigoは、シンガポールを拠点にライブストリーミングサービス「BIGO LIVE」を運営しているのテクノロジー企業。
2019年3月のYYによる買収を完了。2014年の事業開始以前からYYのCEO李学凌が、株式の27.8％を所有していたり、YYの社員が共同設立者だった。

### BIGO LIVE
シンガポールを拠点に日本やアメリカ、ヨーロッパ、韓国、東南アジアなど、世界150ヶ国と地域でサービスを展開しているライブストリーミングプラットフォーム。
2016年3月にモバイルアプリから開始された。その後、PC視聴に対応している。2022年に3Dアバターで配信できるバーチャルライブ機能が実装された。　　
動画上にコメントが流れる弾幕機能が実装されている。

### Likee
モバイル向けのショート動画の作成および共有プラットフォーム。旧称はLIKE video。
2022年第4四半期の平均モバイルMAUは4530万人。

### imo
PageBites, Inc. が運営するビデオ通話、テキストチャットなどの機能があるインスタントメッセージングアプリ。2017年に買収。
2022年第4四半期の平均モバイルMAUは1億7910万人。
日本では、弘道会がLINEの代わりにimo使用していることが話題となった。

## HAGO
HAGOは、Hago Singapore Pte. Ltd.が運営する音声チャット機能を備えたカジュアルゲーム指向のソーシャルゲームアプリ。
2022年第4四半期の平均モバイルMAUは670万人。

## Shopline
Shoplineは、SaaS型Eコマースソリューションプロバイダー企業。

## 企業構造
ケイマン諸島の投資持株会社JOYY Inc.（欢聚集团）の子会社とVIE。

### 子会社
- Duowan Entertainment Corporation (“Duowan BVI”)【100%】 - 投資持株会社[1][16]
  - Bigo Inc. - 投資持株会社
    - Cube Technology Pte. Ltd.
      - Bigo Technology Pte. Ltd. ("Bigo Singapore")：ライブストリーミングサービス「BIGO LIVE」の運営
        - Bigo (Hong Kong) Limited ("Bigo HK")
          - Guangzhou BaiGuoYuan Information Technology Co., Ltd. (“BaiGuoYuan Technology”"广州市百果园信息技术有限公司")

        - Bigo Internet Information Pte. Ltd.
          - Guangzhou Wangxing Information Technology Co., Ltd. (“广州市网星信息技术有限公司”)

        - Sandhill Solution Pte. Ltd.:「Aestron」

      - Likeme Pte. Ltd.：ショートビデオアプリ「Likee」の運営

    - Cloud Solution Inc
      - Cloud Internet Service Limited
        - Singularity IM, Inc.
          - PageBites, Inc.：インスタントメッセージングアプリ「imo」の運営

  - Shopline Corporation Limited：eコマースプラットフォーム「Shopline」の運営
  - Mangatoon Inc：マンガアプリ「Mangatoon」の運営
  - NeoTasks Inc.
  - Indigo Technology Pte. Ltd.
  - Gokoo Technology Pte. Ltd.：タイムスタンプ＆GPSカメラアプリ「Marki」の運営
  - Huanju Shidai Technology (Beijing) Co., Ltd. ( “欢聚时代科技(北京)有限公司”)【Duowan BVI 96.5％、NeoTasks Limited 3.5％】 - 投資持株会社
  - Guangzhou Huanju Shidai Information Technology Co., Ltd. ("广州欢聚时代信息科技有限公司")【100%】 - ソフトウェア開発会社
  - Hago Singapore Pte. Ltd. (“Hago Singapore”)【100%】 - ライブ配信や音声チャット機能を備えたカジュアルゲーム指向のソーシャルプラットフォーム「HAGO」運営
  - Funstage Technology Ltd
    - Topstage Technology Ltd
      - Guangzhou Xiling Technology Co., Ltd.("广州熙凌科技有限公司")

    - Runderfo Inc
      - Goldenage Technology Investment Group Limited

### VIE
- Beijing Tuda Science and Technology Co., Ltd.("Beijing Tuda""北京途达科技有限责任公司")【李学凌 97.7％】[17]
- Guangzhou Xuancheng Network Technology Co., Ltd.("广州市炫橙网络科技有限公司")
- Guangzhou Yueyi Network Technology Partnership(LP)("广州市悦翼网络科技合伙企业(有限合伙)")
- Guangzhou Xuanyi Network Technology Partnership(LP)("广州市炫翼网络科技合伙企业(有限合伙)")
  - Guangzhou Ruicheng Network Technology Co., Ltd.("广州市锐橙网络科技有限公司")
    - Guangzhou Tuyue Network Technology Co., Ltd.("广州途越网络科技有限公司")
      - Guangzhou Huaduo Network Technology Co., Ltd. ("广州华多网络科技有限公司"or“Guangzhou Huaduo”)【100%】
        - Guangzhou Huanju Electronic Commerce Co., Ltd.("广州欢聚电子商务有限公司"or“Guangzhou Huanju E-Commerce”)
        - Guagnzhou Yilian Yixing Equity Investment Partnership(LP) (“广州亦联益兴股权投资合伙企业(有限合伙)”)【99%】

  - Guangzhou Yiling Network Technology Co., Ltd.("广州奕凌网络科技有限公司")
    - Guangzhou Jinhong Network Media Co., Ltd.("广州津虹网络传媒有限公司") - 「YY」の運営
- Foshan Tuyi Network Technology Co., Ltd.（”佛山途奕网络科技有限公司”）
- Guangzhou Ruyi Information Technology Co., Ltd.（”广州如翼信息技术有限公司”）
- Hainan Lanlan Network Technology Co., Ltd.（”海南蓝岚网络科技有限公司”）：「轻语」の運営
- Ningxia Julan Network Technology Co., Ltd.("宁夏聚岚网络科技有限公司")：「ME语音」の運営
- Jiangxi Jieyu Network Technology Co., Ltd.("江西杰娱网络科技有限公司")
- Guangzhou Jusheng Network Technology Co., Ltd..("广州市巨晟网络科技有限公司")
- Guangzhou Wanyin Network Technology Partnership (LP)("广州市万引网络科技合伙企业(有限合伙)")
- Guangzhou Fangu Network Technology Partnership (LP)("广州市梵谷网络科技合伙企业(有限合伙)")
  - Guangzhou Qianxun Network Technology Co., Ltd.("广州市千旬网络科技有限公司")
    - Guangzhou BaiGuoYuan Network Technology Co., Ltd.("广州市百果园网络科技有限公司") ：BIGOの中国法人
    - Chengdu Yunbu Network Technology Co., Ltd.("成都市云布网络科技有限公司"):「皮皮蟹」の運営
- Chengdu Luota Network Technology Co., Ltd.("成都市洛塔网络科技有限公司"):「音觅星球」の運営
- Chengdu Jiyue Network Technology Co., Ltd.("成都市际月网络科技有限公司"):「CM语音」の運営
- Guangzhou Huanju Microfinance Co., Ltd. ("广州锐云网络科技有限公司")
- Guangzhou Ruiyun Network Technology Co., Ltd.("广州锐云网络科技有限公司")

## YY
YYは、中国のライブストリーミングプラットフォーム。
モバイルアプリケーション「YY Live App」、PCソフトウェア「YY语音（YY Client ）」、Webサイト「YY.com」での視聴に対応しており、PCソフトウェアとモバイルアプリケーションから配信することできる。
2008年7月にゲーム情報サイト「多玩游戏网」上（yy.duowan.com）でYYの元なるゲーマー向け音声通信ソフトウェア「YY语音（YY Client ）」を配布開始。
2010年9月にモバイルアプリケーション版の「手机YY」を開始。2011年後半からビデオ対応のライブチャネルを導入。2012年10月にポータルサイトYY.comをリニューアルして、Webベースの「YY」を開始し、音声チャットツールからPCやモバイルデバイスの音声、ビデオ、テキストを通じてユーザーにリアルタイムのオンライングループサービスを提供するソーシャルプラットフォームYYとして拡大。
2016年6月にYYをライブストリーミングソーシャルメディアプラットフォーム「YY Live」へブランド変更し、「手机YY」も「YY Live APP」にブランド変更。
日本のニコニコ動画のような動画上にコメントが流れる弾幕機能が実装されている。
日本では、前田裕二がSHOWROOMを始める際に参考するなど、投げ銭（打赏）ビジネスで知られているサイトである。

## Huya
HUYA Inc.は、中華人民共和国を拠点に子会社を通じてグロバールでゲームプレイに特化したライブストリーミングビジネスを行っているケイマン諸島の企業。2016年にYY Inc.がゲームライブストリーミングビジネスユニットからスピンオフした。2020年4月にJOYY Inc.からテンセントの子会社となった。

### 虎牙の歴史
- 2014年、YY Inc.がゲームライブストリーミングビジネスユニット「虎牙直播」（Huya）を開始[24]
- 2016年8月、广州华多网络科技有限公司が、广州虎牙信息科技有限公司("Guangzhou Huya Information Technology Co., Ltd. " or “Guangzhou Huya”)を設立。
- 2016年12月31日、广州虎牙信息科技有限公司にYYのゲームライブストリーミングビジネスユニットの商標、ドメイン名、事業契約、有形資産を含むすべての資産の譲渡を完了。
- 2017年1月、YY Inc.が香港にHuya Limitedを設立。
- 2017年3月、YY Inc.がケイマン諸島にHUYA Inc.を持株会社として設立。
- 2017年4月、Huya LimitedがHUYA Inc.の完全子会社となる。
- 2017年5月、Guangzhou HuyaがGuangzhou Yaoguo Information Technology Co., Ltd.を設立。
- 2017年6月、Huya Limitedが中国に100％子会社であるGuangzhou Huya Technology Co., Ltd.を設立。
- 2017年5月、Guangzhou HuyaがGuangzhou Dachafan Entertainment Co., Ltd.を設立。
- 2017年7月、Huya Technology、广州虎牙信息科技有限公司、广州虎牙信息科技有限公司の株主間の一連の契約の取り決めにより、YY Inc.が广州虎牙信息科技有限公司の唯一の受益者となる。
- 2018年3月、Tencent Holdings Limitedの完全子会社Linen Investment Limitedから出資を受ける[25]。
- 2018年5月11日、HUYA Inc.がニューヨーク証券取引所に上場。
- 2018年7月、中国以外での事業を拡大するために、HUYA Inc.が完全所有するケイマン諸島の会社であるTiger Information Technology Inc.の完全子会社HUYA PTE. LTD.をシンガポールに設立。
- 2020年4月、Tencent Holdings Limitedの完全子会社Linen Investment Limitedが過半数を取得して、Tencent Holdings Limitedの子会社となる[26]。

### Huya.com
中華人民共和国国内のゲームプレイに特化したライブストリーミングサイト。
動画上にコメントが流れる弾幕機能が実装されている。
2018年11月に弾幕が被写体の人物を回避して表示される「AI弹幕」機能を追加。マスキング処理のbilibiliの智能防挡弹幕と違いリアルタイム処理されライブ配信に対応している。

### NIMO TV
中華人民共和国以外の地域で展開しているゲームプレイに特化したライブストリーミングサイト。
動画上にコメントが流れる弾幕機能が実装されている。

### 企業構造

#### 子会社
- Huya Limited (“Huya HK”)[23][28]
  - Guangzhou Huya Technology Co., Ltd. (“Huya Technology”)
    - Hainan Huya Entertainment Information Technology Co., Ltd
- Tiger Information Technology Inc.
  - HUYA PTE. LTD. - 「NIMO TV」の運営
- Tiger Company Ltd.：「闘魚」の統合準備会社

#### VIE
- Guangzhou Huya Information Technology Co., Ltd. ("广州虎牙信息科技有限公司" or “Guangzhou Huya”):「Huya.com」運営
  - Guangzhou Yaoguo Information Technology Co., Ltd.
  - Guangzhou Dachafan Entertainment Co., Ltd.("广州大茶饭娱乐有限公司")